# Estación de Noisy - Champs
La estación de Noisy - Champs está en Noisy-le-Grand (Seine-Saint-Denis), en el límite con Champs-sur-Marne (Seine-et-Marne). 

## Historia
La estación de Noisy - Champs fue abierta el 19 de diciembre de 1980 para acompañar el desarrollo urbanístico de Marne-la-Vallée, sirviendo a la comuna de Noisy-le-Grand, y también a la de Champs-sur-Marne.

## La estación

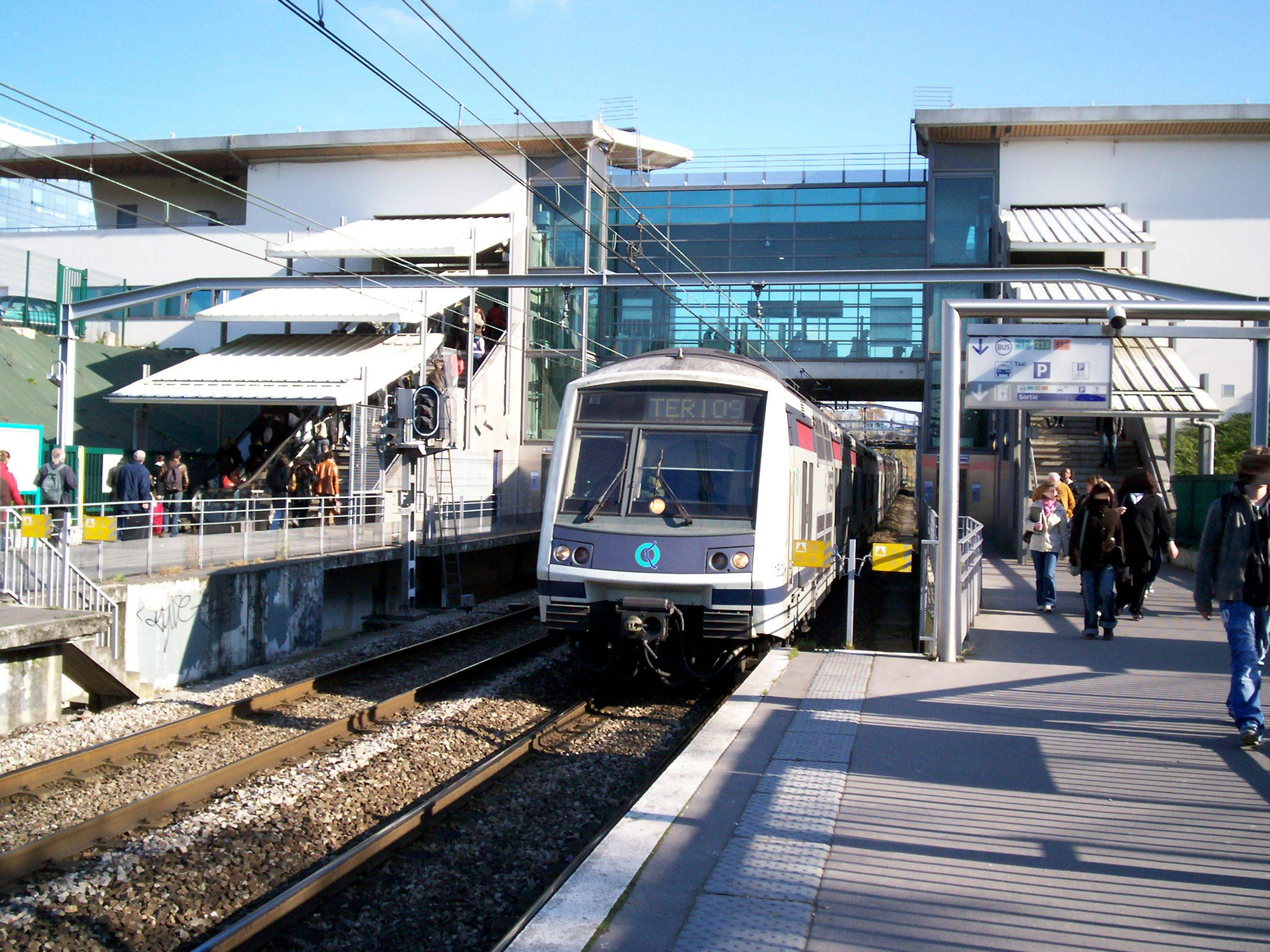
Un tren llegando a Noisy-Champs hacia Poissy

La estación tiene los nombre de las comunas de Noisy-le-Grand y Champs-sur-Marne. Su nombre completo es Noisy-Champs - Champy-Nesles debido a un barrio y un bulevar cercanos.
La estación es servida por los trenes de la línea A del RER que recorren el ramal A4 hacia  Marne-la-Vallée - Chessy.

## Servicio
La estación está servida a razón de (por sentido) :
- en horas valle, un tren cada 10 minutos ;
- en horas punta, 6 a 12 trenes por hora ;
- por la tarde, un tren cada 15 minutos.

## Correspondencias
- Bus RATP 212, 213, 310, 312, 320ab
- Noctilien N130

## Uso de la estación
La estación de Noisy-Champs acoge más de 18 000 viajeros a día.

## En las cercanías
- Campus Descartes (universidad Paris Est)
- Champs-sur-Marne y su castillo (media hora andando)

## Otras estaciones de Noisy-le-Grand
- Estación de Noisy-le-Grand - Mont d'Est
- Estación des Yvris - Noisy-le-Grand